# Wittingen
Wittingen är en stad i Landkreis Gifhorn i förbundslandet Niedersachsen i Tyskland.